# ژاک برگر
ژاک برگر (انگلیسی: Jacques Burger؛ زادهٔ ۲۹ ژوئیهٔ ۱۹۸۳) ورزشکار راگبی ۱۵ نفره اهل نامیبیا است.
وی همچنین در تیم ملی فوتبال نامیبیا بازی کرده‌است.